# Haec sancta

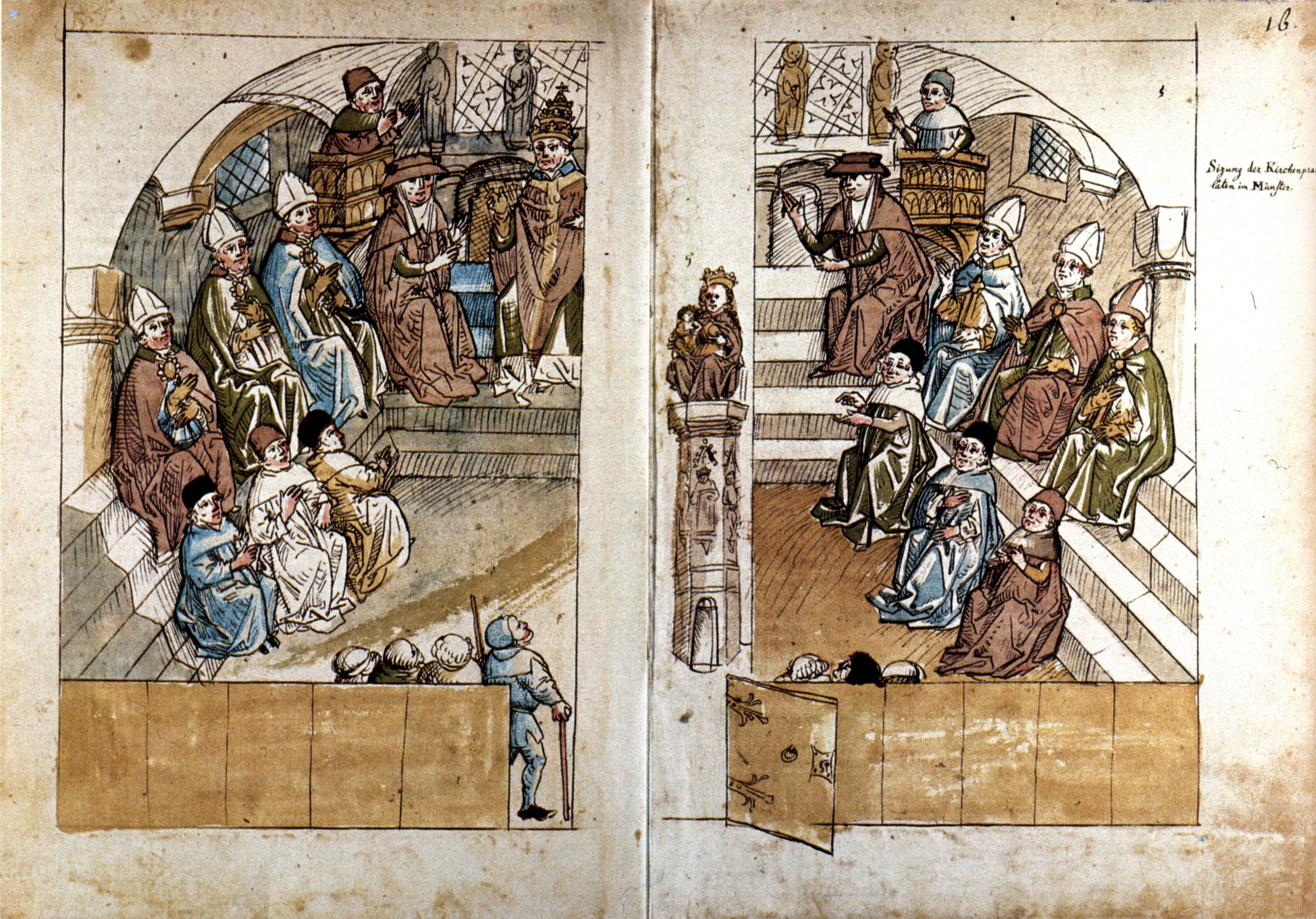
Dokument des Konstanzer Konzils

Das Dekret Haec sancta („Diese heilige [Synode]“), früher auch Sacrosancta betitelt, wurde vom Konzil von Konstanz am 6. April 1415 veröffentlicht. Es enthält einen Abschnitt zu der sogenannten Superioritätsfrage, ob der Papst über einem allgemeinen Konzil oder umgekehrt ein solches über dem Papst stehe. Die Frage steht im Zusammenhang mit dem päpstlichen Primat.

## Ausschnitt
Der betreffende Abschnitt lautet:

„Et primo (declarat), quod ipsa in spiritu sancto legitime congregata concilium generale faciens, et ecclesiam catholicam militantem repraesentans, potestatem a Christo immediate habet, cui quilibet cuiuscumque status vel dignitatis, etiam si papalis existat, obedire tenetur in his quae pertinent ad fidem et extirpationem dicti schismatis, ac reformationem dictae ecclesiae in capite et in membris.“

„Diese im Heiligen Geiste rechtmäßig versammelte Synode, die ein allgemeines Konzil darstellt und die streitende katholische Kirche repräsentiert, hat ihre Vollmacht unmittelbar von Christus; ihr ist jedermann, welchen Standes oder welcher Würde auch immer, auch wenn es die päpstliche sein sollte, gehalten zu gehorchen in dem, was den Glauben, die Ausrottung des besagten Schismas und die allgemeine Reform dieser Kirche Gottes an Haupt und Gliedern betrifft.“

Das Dekret spielte eine wesentliche Rolle bei der Ausformung des Konziliarismus.

## Auffassungen zum Dekret
In der Theologie gibt es vier Auffassungen zu diesem Dekret:
1. Das Konzil steht über dem Papst: Für die Befürworter dieser Auffassung ist die entsprechende Aussage des Dekrets ein allgemeingültiges Dogma.
2. Das Konzil von Konstanz hatte aufgrund des Schismas eine Sonderstellung: Von den Vertretern dieser Auffassung wird der Vorrang des Konzils anerkannt, allerdings nur in der damaligen Situation, als drei Personen zur selben Zeit das Amt des Papstes beanspruchten: Gregor XII., Johannes XXIII. und Benedikt XIII. Um diesen Konflikt zu lösen, wurde das Konzil einberufen. Es war äußerst umstritten, wer von den genannten der rechtmäßige Papst war. Der von der Kirche später anerkannte Gregor XII. verzichtete freiwillig auf das Amt und die zwei Gegenpäpste wurden abgesetzt; nur Johannes XXIII. willigte schließlich in seine Absetzung ein.
3. Irrelevanz aufgrund der Formulierung: Die Vertreter dieser Auffassung verweisen darauf, „Jedermann […] ist gehalten“ sei eine sehr zurückhaltende Formulierung. Zudem sei der Gehorsam auf die Themen des Konstanzer Konzils beschränkt und kein allgemeingültiges Gebot. Die verwendeten Formulierungen seien auch nicht eindeutig genug für ein Dogma. Für dessen Verkündung sei eine klarere Sprache notwendig, um jeden Zweifel auszuschließen – die kontroverse Diskussion zeige gerade, dass es sich nicht um ein Dogma handele. Der auf dem Konzil gewählte Papst Martin V. hätte die Aussage andernfalls wiederholen und klarer aussprechen können.
4. Der Papst steht über dem Konzil: Die Befürworter dieser Auffassung halten dafür, dass grundsätzlich kein Konzil irgendeine Verfügungsgewalt über die Päpste habe. Das Konzil sei außerdem nur durch den Gegenpapst Johannes XXIII. und damit nicht korrekt einberufen worden. Deshalb seien die frühen Dokumente des Konzils ungültig. Notwendig für diese Argumentation ist die Anerkennung Gregors XII. als einzig rechtmäßigem der drei Päpste, da er freiwillig auf das Amt verzichtete und deshalb das Dekret Haec sancta nicht für die Absetzung notwendig war.[2] Die Konzilsdokumente werden erst ab der „nachträglichen Legalisierung“ des Konzils durch die anerkannten Päpste Gregor XII. und Martin V. akzeptiert.